# Liên hoan quốc gia về bài hát Ba Lan tại Opole
Liên hoan quốc gia về bài hát Ba Lan tại Opole (tiếng Ba Lan: Krajowy Festiwal Piosenki Polskiej w Opolu, KFPP) là một lễ hội âm nhạc thường niên tổ chức ở Opole, Ba Lan. Cùng với lễ hội Sopot, đây là một trong hai lễ hội âm nhạc quan trọng nhất ở Ba Lan. Lễ hội Opole có ý nghĩa như một bản tóm tắt những thành tựu của năm trước đến từ các tác giả và những người biểu diễn bài hát Ba Lan. Đây cũng là sự kiện văn hóa quan trọng nhất ở Opole, với truyền thống đã tồn tại 50 năm. Nó thường diễn ra vào cuối tháng 6, kể từ năm 2011 và kéo dài trong hai ngày (Thứ Sáu và Thứ Bảy) Từ năm 2013, nó kéo dài ba ngày. Trong KFPP, những bản hit của mùa trước và những bài hát đầu tay mới đều được trình diễn; đó cũng là một giải đấu biểu diễn ra mắt.
Được thành lập vào năm 1963, các khách hàng quen thuộc của nó bao gồm Đài phát thanh Ba Lan và Telewizja Polska, cũng như Hiệp hội bạn bè của Opole. Năm duy nhất Lễ hội không diễn ra là năm 1982, do luật thiết quân luật ở Ba Lan. Từ những năm 1980, nó đã bao gồm một phần rock và từ năm 2001 là một phần hip-hop. Các giải thưởng được trao tại lễ hội là:
- Karolinka - Giải thưởng Anna Jantar, cho người chiến thắng trong chương trình Debiuty (Ra mắt),
- Grand Prix - Giải thưởng Karol Musioł, cho bài hát được công chiếu hay nhất, do ban giám khảo trao tặng,
- Kryształowy Kamerton (Crystal Tune Fork), dành cho tác giả / nhà soạn nhạc xuất sắc nhất,
- Superjedynka (Super One) - từ năm 2000, được trao ở một số hạng mục (ca sĩ, bài hát, ban nhạc, album nhạc pop, album rock, album hip-hop, album thay thế, videoclip, sự kiện âm nhạc của năm).

Lễ hội diễn ra tại Nhà hát vòng tròn Thiên niên kỷ (Amfiteatr Tysiąclecia), được khai mạc vào tháng 6 năm 1963, đúng vào dịp lễ hội đầu tiên. Nhà hát vòng tròn được xây dựng dựa trên sáng kiến của thị trưởng Opole, Karol Musioł, và được thiết kế bởi kiến trúc sư Florian Jesionowski. Nó đã trở thành một trong những biểu tượng của thành phố Opole, và nó nằm ở vị trí nơi một khu định cư Slav sớm đã từng tồn tại. Những tàn dư được bảo quản tốt của những ngôi nhà gỗ và dấu vết của vỉa hè đã được các nhà khảo cổ phát hiện, họ đề nghị mở một bảo tàng Opole cổ tại chỗ. Vào mùa xuân năm 2011, nhà hát vòng tròn đã được tu sửa, và công suất của nó đã giảm từ 4.800 xuống còn 3.653.